# Cyrano de Bergerac (opera)
Cyrano de Bergerac è un'opera lirica in 4 atti e 5 quadri di Franco Alfano, su libretto di Henri Caïn (con adattamento ritmico e traduzione italiana di Cesare Meano e Filippo Brusa), tratto dall'omonima commedia di Edmond Rostand.

## Introduzione
L'opera fu composta dal 1933 al 1935 e la prima ebbe luogo al Teatro dell'Opera di Roma il 26 gennaio 1936 sotto la direzione di Tullio Serafin. Al suo apparire il lavoro fu apprezzato dal pubblico e venne accolto da parte della critica come «il più maturo e compiuto» dell'Alfano operista. Altri musicologi furono meno favorevoli: Guido M. Gatti sostenne che il compositore aveva temuto di «apparire troppo melodrammatico», e che l'opera era troppo elaborata e «con una scrittura vocale tortuosa e difficile», anche se riconobbe che conteneva momenti «molto efficaci e di squisita poesia».
La prima rappresentazione a Parigi ebbe luogo il 29 maggio 1936 all'Opéra-Comique, mentre negli Stati Uniti l'opera giunse solo il 13 maggio 2005, quando fu presentata al Teatro Metropolitan con Plácido Domingo nel ruolo del protagonista. Inizialmente l'opera, originariamente in francese, veniva cantata soprattutto nella versione italiana. In seguitò si tornò ad usare il libretto originale in francese.

## Trama
La trama segue piuttosto fedelmente quella della commedia di Rostand.
Cyrano de Bergerac è uno scontroso spadaccino dal lunghissimo naso, scrittore e poeta in bolletta dall'irresistibile vitalità. Leggendaria la sua abilità con la spada, almeno quanto la sua passione per la poesia e per i giochi di parole, con i quali ama mettere in ridicolo i suoi nemici, sempre più numerosi grazie al suo carattere poco incline al compromesso e al suo disprezzo verso potenti e prepotenti. Spaventoso e inarrestabile con una spada in mano, egli, però, nutre segretamente un candido ed impossibile amore per la bella Rossana, sua cugina.
Ma la sorte gli riserva qualche amara sorpresa, infatti, a teatro, una sera, dopo aver umiliato un attore che aveva osato levare i suoi occhi sulla bella Rossana, ed aver sconfitto in duello un gentiluomo che gli si era contrapposto riceve un invito ad un incontro segreto proprio dalla sua amata.
Si reca trepidante all'appuntamento, convinto che il suo sogno d'amore stia per realizzarsi, però la sua adorata, ha ben altro in mente. Si appella alla loro amicizia ed al loro affetto per confidargli il proprio amore per un altro uomo, si tratta di un giovane cadetto, tale Cristiano de Neuvillette, bello, del quale si è innamorata a prima vista e che, sebbene non abbia mai scambiato una parola con lui, crede fermamente dotato di ogni altro talento.
Addirittura Cyrano deve prometterle solennemente di proteggere e guidare questo giovanotto per non farle soffrire l'ansia di saperlo indifeso in un ambiente "pepato" come quello dei cadetti, sempre pronti a sguainare la spada. A Cyrano non resta che accettare e prendersi cura di costui, sulle prime solo per la promessa a Rossana, che lui ama sempre disperatamente, poi per una sincera amicizia che nasce tra i due. Cristiano è bello, onesto, coraggioso e leale, ma non possiede alcuna delle doti capaci di stimolare quell'amore fatto anche di intelligenza e di poesia cui Rossana anela. Cyrano fa del suo meglio per insegnare all'amico i rudimenti di quelle dolci schermaglie verbali che tanto sarebbero gradite alla bella Rossana, ma questi non ne risulta assolutamente capace. Infatti, sotto il balcone di Rossana, complice l'oscurità Cyrano si improvvisa prima come "suggeritore", poi lui stesso parla spacciandosi per l'amico e la passione da lui suscitata andrà a coglierla il buon Cristiano che riesce così a conquistare la sua amata, ma l'unione tra i due giovani è osteggiata dal potente di turno, De Guiche, invaghitosi della bella. La guerra appena scoppiata, costituisce a questo punto per costui una perfetta occasione per allontanare i due innamorati: Cristiano e Cyrano finiranno insieme al fronte, con la loro compagnia di cadetti.
Qui Cyrano prosegue nella sua opera, sa che l'unico modo per poter continuare ad esternare in tutta la sua immensità quest'amore per Rossana è di continuare a manifestarlo come quello di Cristiano. In fin dei conti i due si completano, uno bello ma senza talento l'altro con un grandissimo talento, ma brutto. Cyrano tutti i giorni scrive una lettera per l'amata e tutte le notti attraversa le linee nemiche per farla recapitare. Questo Cristiano non lo sa. Ma un giorno al campo dei cadetti, sebbene fossero praticamente accerchiati dal nemico, giunge una carrozza piena di vettovaglie, guidata dall'amico poeta e pasticciere e con una dama a bordo. Si tratta di Rossana che, travolta dalla impetuosità del sentimento manifestato in tutte le lettere ricevute, ha sfidato ogni pericolo per rivedere il suo amato bene, a cui dichiara che l'amore così divinamente espresso in tutte quelle lettere le ha conquistato tanto il cuore da convincerla che è la forza di quella poesia che lei ama veramente e che quindi lo avrebbe amato anche se lui fosse stato brutto.
Cristiano, che quelle lettere non le ha scritte, capisce, non ha talento poetico ma non è stupido, vuole chiarirsi con l'amico di cui comprende il sentimento e gli chiede di dire la verità a Rossana perché lei possa a sua volta capire chi ama veramente tra i due. Anche lui è pronto a sacrificarsi, sia per la felicità di Rossana che per quella del suo grande amico, tanto da offrirsi volontario per una pericolosissima missione di ricognizione che riesce a compiere venendo però ferito molto gravemente. Cyrano cerca di soccorrerlo ed alla domanda che l'amico gli rivolge, ormai in punto di morte, se l'amata ha fatto la sua scelta, con un gesto apparentemente di estremo altruismo, risponde che sì, Rossana ha saputo la verità ed ha scelto lui, Cristiano, come compagno della propria vita. Cristiano muore. Rossana, a cui in realtà Cyrano non ha detto nulla e non dirà mai nulla, decide di ritirarsi in convento.
Trascorsi molti anni, durante i quali ogni sabato si è recato in convento in visita alla cugina, Cyrano cade in una vile imboscata e viene ferito gravemente ma, compiendo uno sforzo sovrumano riesce a non mancare a quello che era divenuto lo scopo della sua vita, l'incontro settimanale con l'amato bene. Per la prima volta quella sera giunge in leggero ritardo, e suo malgrado si tradisce. Invitato a leggere l'ultima lettera scritta come Cristiano, frastornato com'è, la dice a memoria e Rossana se ne avvede. Adesso anche lei comincia a capire, troppe coincidenze alle quali non aveva dato peso ora si mostrano come elementi chiari, è lui, Cyrano che ha dato vita ai suoi sentimenti, è lui il vero protagonista di tutti i suoi sogni. Ma ormai è troppo tardi, Cyrano muore.

## Ruoli (prima esecuzione del 22 gennaio 1936)
| Ruolo              | Voce           | Primo interprete il 22 gennaio 1936 (Direttore d'orchestra: Tullio Serafin) |
| ------------------ | -------------- | --------------------------------------------------------------------------- |
| Rossana            | soprano        | Maria Caniglia                                                              |
| La governante      | mezzosoprano   | Agnese Dubbini                                                              |
| Suor Marta         | mezzosoprano   | Edmea Limberti                                                              |
| Lisa               | soprano        | Matilde Arbuffo                                                             |
| Cyrano de Bergerac | tenore         | José Luccioni                                                               |
| De Guiche          | baritono       | Giuseppe Manacchini                                                         |
| Carbon             | basso          | Giacomo Vaghi                                                               |
| De Valvert         | baritono       | Mario Bianchi                                                               |
| Ufficiale spagnolo | baritono       | Millo Marucci                                                               |
| Christian          | tenore         | Alessio De Paolis                                                           |
| Ragueneau          | basso-baritono | Emilio Ghirardini                                                           |
| Le Bret            | basso-baritono | Ernesto Dominici                                                            |
| Lignière           | baritono       | Saturno Meletti                                                             |

## Discografia
| Anno | Cast: Cyrano, Roxane, Christian, De Guiche                             | Direttore, Orchestra e Coro                                                                                  | Etichetta                                                    |
| ---- | ---------------------------------------------------------------------- | --- | ------------------------------------------------------------ |
| 1975 | William Johns, Olivia Stapp, Ezio Di Cesare, Antonio Blancas           | Maurizio Arena, Orchestra e Coro di Torino della RAI (Registrazione dal vivo)                                | LP: MRF Opera d'Oro (OPD-1411)                               |
| 2002 | Roman Sadnik, Manuela Uhl, Paul McNamara, Wolfgang Newerla             | Markus Frank, Kiel Philharmonic (Registrazione dal vivo)                                                     | CD: CPO 999909                                               |
| 2003 | Roberto Alagna, Nathalie Manfrino, Richard Troxell, Nicolas Rivenq     | Marco Guidarini, Orchestre National de Montpellier e Coro dell'Opera di Montpellier (Registrazione dal vivo) | CD: Deutsche Grammophon DVD: Deutsche Grammophon DGG 4767396 |
| 2007 | Plácido Domingo, Sondra Radvanovsky, Arturo Chacón-Cruz, Rodney Gilfry | Patrick Fournillier, Orchestra Comunitat Valenciana e Coro Generalitat Valenciana (Registrazione dal vivo)   | DVD: Naxos NAX 2110270                                       |